# تان لاپ، بس کن
تان لاپ، بس کن (به لاتین: Tân Lập, Bac Kan) یک منطقهٔ مسکونی در ویتنام است که در استان باک کان واقع شده‌است.